# (2517) Orma
(2517) Orma est un astéroïde de la ceinture principale.

## Description
(2517) Orma est un astéroïde de la ceinture principale. Il fut découvert le 28 septembre 1968 à l'observatoire Zimmerwald par Paul Wild. Il présente une orbite caractérisée par un demi-grand axe de 3,19 UA, une excentricité de 0,17 et une inclinaison de 2,6° par rapport à l'écliptique.

## Compléments